# هيو ماكاي (سياسي)
هيو ماكاي هو سياسي كندي، ولد في 19 ديسمبر 1887 في سانت جون في كندا، وتوفي في 1957. نشط حزبياً في الحزب التقدمي المحافظ في نيو برونزويك ‏. وقد انتخب عضو الجمعية التشريعية لنيو برونزويك ‏.